# Unxia laeta
Unxia laeta là một loài bọ cánh cứng trong họ Cerambycidae.